# ژان-پیر دانگیوم
ژان-پیر دانگیوم (فرانسوی: Jean-Pierre Danguillaume‎؛ زادهٔ ۲۵ مهٔ ۱۹۴۶) دوچرخه‌سوار اهل فرانسه است.
از باشگاه‌هایی که در آن رکاب زده‌است می‌توان به تیم دوچرخه‌سواری پژو اشاره کرد.
وی در مسابقات کشوری و بین‌المللی در مجموع برندهٔ ۱ مدال برنز شده‌است.